# Chthonasellus bodoni
Chthonasellus bodoni är en kräftdjursart som beskrevs av Roberto Argano och Messana 1991. Chthonasellus bodoni ingår i släktet Chthonasellus och familjen sötvattensgråsuggor. Inga underarter finns listade i Catalogue of Life.